# Девід Денман
Девід Денман (англ. David Denman; нар. 25 липня 1973) — американський актор.

## Біографія
Народився 25 липня 1973 року в Ньюпорт-Біч, штат Каліфорнія, США. Навчався на літніх курсах Американської театральної консерваторії в Сан-Франциско. Згодом закінчив Джульярдську драматичну школу в Нью-Йорку.
Денман дебютував на екрані в 1993 році в культовому науково-фантастичному серіалі 90-х «Цілком таємно». До 2000 року кар'єра Девіда була повністю зосереджена на серіалах. Першим повнометражним фільмом для актора стала спортивна комедія «Дублери» Говарда Дойча, де його партнером по зйомках став Кіану Рівз.
У 2003 році він виконав епізодичну роль у кримінальному мюзиклі Кіта Гордона «Співаючий детектив» з Мелом Гібсоном в головній ролі і трагікомедії Тіма Бертона «Велика риба». Популярність Девіду Денману принесла роль Роя Андерсона — працівника складу в серіалі «Офіс», що вийшов на екрани в 2005 році і був нагороджений престижними преміями: «Золотий глобус», «Еммі» і «Peabody Awards».
Далі були зйомки в найпопулярніших американських теленовелах («Анатомія Грей», «Кістки», «Брати і сестри»).

## Фільмографія
| Рік       |   | Українська назва                  | Оригінальна назва                            | Роль             |
| --------- | - | --------------------------------- | -------------------------------------------- | ---------------- |
| 1997      | с | Швидка допомога                   | ER                                           | Енджел           |
| 1997      | с | Надія Чикаго                      | Chicago Hope                                 | Етан             |
| 1998      | с | Імітатор                          | The Pretender                                | Даніель          |
| 1999      | с |                                   | A Vow to Cherish                             | Кайлі Брайтон    |
| 1999      | с |                                   | The '60s                                     | SDS Radical      |
| 1999      | с | Цілком таємно                     | The X-Files                                  | Воллас Шіфф      |
| 2000      | с |                                   | Arli$$                                       | Вуді             |
| 2000      | ф | Дублери                           | The Replacements                             | Браян Мерфі      |
| 2001      | ф | Відморожені                       | Out Cold                                     | Ленс             |
| 2002      | с | C.S.I.: Місце злочину Маямі       | CSI: Miami                                   | Тайлер Гамільтон |
| 2002      | с | Розслідування Джордан             | Crossing Jordan                              | Коул Теннер      |
| 2003      | ф | Співаючий детектив                | The Singing Detective                        | Солдат           |
| 2001—2003 | с | Ангел                             | Angel                                        | Скіп             |
| 2003      | ф | Велика риба                       | Big Fish                                     | Дон Прайс        |
| 2004      | с | Без сліду                         | Without a Trace                              | Майк Клемменс    |
| 2004      | с |                                   | Second Time Around                           | Кент             |
| 2004      | с |                                   | The Perfect Husband: The Laci Peterson Story | Томмі Вігнатті   |
| 2005      | с | Нічний сталкер                    | Night Stalker                                | Генрі Галь       |
| 2005—2012 | с | Офіс                              | The Office US                                | Рой Андерсон     |
| 2006      | ф | Коли дзвонить незнайомець         | When a Stranger Calls                        | офіцер Буро      |
| 2006      | с | Кістки                            | Bones                                        | Філ Гарфілд      |
| 2006      | с | Сильні ліки                       | Strong Medicine                              | Девід            |
| 2007      | ф | Вісімки                           | The Nines                                    | агітатор/офіцер  |
| 2007      | с | Анатомія Грей                     | Grey's Anatomy                               | Рік Джейкобс     |
| 2008      | ф | Затвір                            | Shutter                                      | Бруно            |
| 2008      | ф | Розумники                         | Smart People                                 | Вільям           |
| 2009      | с | Холостяк Гарі                     | Gary Unmarried                               | Мітч/Ронні       |
| 2009      | ф | Фанати                            | Fanboys                                      | Чез              |
| 2009      | с |                                   | In Plain Sight                               | Ед Фогерті       |
| 2009      | с | До смерті красива                 | Drop Dead Diva                               | Тоні Нікастро    |
| 2010      | с | Брати і сестри                    | Brothers & Sisters                           | Бред Левінський  |
| 2010      | ф | Гра без правил                    | Fair Game                                    | Дейв             |
| 2011      | с | Світлофор                         | Traffic Light                                | Майк Рейлі       |
| 2011      | ф |                                   | Let Go                                       | Волтер Дішман    |
| 2013      | ф | Земля після нашої ери             | After Earth                                  | Маккуорі         |
| 2013      | ф | Джобс                             | Jobs                                         | Ел Алкорн        |
| 2013      | ф |                                   | Beneath the Harvest Sky                      | Джордж           |
| 2013      | с | Батьки                            | Parenthood                                   | Ед               |
| 2014      | ф | Чоловіки, жінки і діти            | Men, Women & Children                        | Джим Венс        |
| 2014      | с | Як уникнути покарання за вбивство | How to Get Away with Murder                  | Кевін Мерфі      |
| 2015      | с | Божевільні                        | Mad Men                                      | Джеррі Феннінг   |
| 2015      | ф | Подарунок                         | The Gift                                     | Грег             |
| 2015      | с | Справжній детектив                | True Detective                               | Малкін           |
| 2016      | с | Ангел з пекла                     | Angel from Hell                              | Еван             |
| 2016      | ф | 13 годин: Таємні воїни Бенгазі    | 13 Hours: The Secret Soldiers of Benghazi    | Бун              |
| 2016      | с | Вигнанець                         | Outcast                                      | Марк Голтер      |
| 2017      | ф | Могутні рейнджери                 | Power Rangers                                | Сем Скотт        |
| 2017      | ф | Удача Лоґана                      | Logan Lucky                                  | Муді Чепмен      |
| 2018      | ф |                                   | Puzzle                                       | Луї              |
| 2019      | с |                                   | Heartstrings                                 | Дік Флетчер      |
| 2019      | ф | Брайтбьорн                        | Brightburn                                   | містер Бреєр     |
| 2020      | ф | Гренландія                        | Greenland                                    | Ральф Венто      |
| 2021      | с | Мейр з Істтауна                   | Mare of Easttown                             | Марк Шіен        |